# 隱瞞之事
《隱瞞之事》是久米田康治的漫畫作品，於2015年12月在《月刊少年Magazine》2016年1月號開始連載，於2020年8月號完結。故事講述身為單親父親的低級搞笑漫畫家後藤可久士，獨自撫養女兒後藤姬的同時隱瞞自己真實工作的趣事經歷。
本作在2017年《下一部人氣漫畫大賞》排名紙本漫畫類別第18名。

## 概要
後藤可久士是一名低級搞笑漫畫家，為了不讓女兒知道自己真正的工作，每天都努力隱瞞真相。日文標題既是「隱瞞之事（隠し事）」與「繪畫工作（描く仕事）」的雙關語，也隱含了主角後藤可久士的名字倒裝（→）。

### 故事概述
後藤可久士是居住在東京目黑區的低級搞笑漫畫家，在失去愛妻後，便和獨生女後藤姬相依為命，連繪製漫畫的時候也習慣讓作品呈現黑白畫面。可久士對姬極盡關愛之情，但同時擔憂自己繪製低級搞笑內容漫畫的工作倘若被姬知曉、會陷入難堪的情境，於是他對姬誆稱自己是上班族，在隱瞞真實工作內容的狀況與助手共事。為了兼顧工作與家庭，可久士甚至聘雇一位印尼籍限時服務幫傭拉迪娜幫忙打理生活。
姬登場初期就讀小學，她體貼著父親的辛勞，養成懂事乖巧的個性，在陸續在小學、初中、高中的求學階段，認識形形色色的同學、朋友、師長和其他人們，同時發掘了自己在藝術方面的喜愛與長才。盡管她對父親時而出現的奇怪舉動感到困惑，仍對父親抱持深切的親情。
後期的可久士因故暫別漫畫家的工作，不料在某日因為發生意外而住院觀察，一度喪失了記憶，這讓包含姬在內的相關熟識親友擔憂不已。以協助可久士恢復記憶為機緣，姬終於理解父親長期以來瞞著她繪製低級漫畫的緣由。劇情更揭露可久士會選擇以黑白風格呈現漫畫作品，源自於當年為了讓罹患後天性色盲逐漸失去色覺的妻子能再見藍色的景色，選擇和妻子與女兒前往某座島上旅行，結果妻子反而在出遊期間發生意外身故，此事造成可久士的心理陰霾，也讓他選擇用不為作品上色的模式進行創作。
恢復記憶的可久士經過休養後，順利康復返家，身為其責任編輯的十丸院五月，向可久士提出採用隱瞞真實工作的親身經歷進行創作。姬在美術領域的表現獲得獎項肯定，開始接觸漫畫創作，當她透過奈留獲知父親顧及失去色覺的母親刻意挑選相同格局的房屋、還有放在紙箱裡的顏色色碼與設計圖、攸關一家三口回憶的黑白線稿圖後，姬依照圖紙的標示，將這些家族回憶陸續補上色彩。
漫畫最終話尾聲，畫面用充滿彩色的頁面，呈現可久士與姬的新生活，故事終止在姬與愛犬欣喜迎接返家的可久士的時刻。

## 登場人物
聲優排序以動畫／預告片區分，只有單獨一個聲優演出為動畫版。
後藤可久士（聲：神谷浩史／同左）
本作主角。一名居住在目黑區的低級搞笑漫畫家，為了女兒姬隱瞞自己的職業是漫畫家，而假裝是普通上班族。
個性看似脫線，實則非常關愛妻女。過去因為妻子（聲：能登麻美子）被診斷出罹患後天性色盲，開始無法辨色和擔心無法欣賞丈夫的漫畫，可久士安慰妻子漫畫可以用黑白方式呈現，為了讓妻子失去色覺前能夠再看見藍色的景色，遂帶領妻女前往島上旅行，卻導致妻子發生意外喪生而懷咎在心，從此不再將自己的作品畫上顏色。
在妻子過逝後父兼母職的全心照顧自己的女兒，但又害怕自己漫畫家的身份曝光而鬧出不少笑話。後期劇情透露因故沒當漫畫家後發生意外而住院觀察，最終經由姬和眾人的幫助恢復記憶，同時讓姬知曉了自己的漫畫家身份，在康復出院後被十丸院提議將這段隱瞞漫畫家身份的經歷作為創作題材。
後藤姬（聲：高橋李依／安濟知佳）
本作女主角。可久士的女兒，小學生，後期為18歲的高中生，擁有藝術方面的長才，與脫線的父親相比，從小個性就相當穩重乖巧，盡可能的不讓父親可久士過於擔心自己，但有時亦無法理解父親為了隱瞞漫畫家而做的種種舉動。後期因為可久士發生意外住院觀察，以此契機得知了父親漫畫家的身份，透過眾人協助恢復可久士的記憶。最終在得到美術金獎但未確定未來出路的狀況下，瞞著父親創作漫畫，利用母親生前遺留的各種顏色的色碼與設計圖，將家庭回憶的草稿補上色彩，故事尾聲以彩色頁面呈現姬和可久士的新生活作結。
十丸院五月（聲：花江夏樹）
負責可久士老師的新責任編輯，個性相當自我和輕浮，有時亦會佔可久士老師便宜，喜歡上在可久士老師家幫傭的印尼家事人員-拉迪娜，但被後者無視，曾有一段時間為自己取了「希偉王」（日文音同CEO）的筆名。另外由於本身行為過於輕浮，姬的小學教師六條一子亦對他印象不佳。在可久士恢復記憶康復出院後，建議後者將隱瞞漫畫家身份的親身經歷作為創作題材。
志治 仰（聲：八代拓）
後藤的助手，資歷較深。
墨田羅砂（聲：安野希世乃）
後藤的助手之一，常會為別人開她名字玩笑生氣。助手中反應最快的，也是個性最正常的，常在後藤秘密快曝光時就能制定出應對的方法，後期劇情透露在後藤住院期間成功成為人氣漫畫家。
六條一子（聲：內田真禮）
姬的小學教師，是可久士的粉絲，幫助他一起隱瞞漫畫家的真實身份，亦會開導姬不要深入了解其父的職業，對經常出現在後藤家的責編十丸院五月完全沒有一絲好感。
筧 亞美（聲：佐倉綾音）
可久士的助手之一，主要負責服裝。未來希望成為恐怖漫畫家。
芥子 驅（聲：村瀨步）
可久士的新人助手，經常說多餘的話讓可久士很困擾。
東御　雛（聲：本渡楓）
姬的普通同學。在眾多同學中戲份最多，完全普通不起來了。
名字讀音重新組合後為【日塔奈美】（ひとう なみ）。
古武知美亞（聲：小澤亞李）
姬的同學，喜愛動物。
名字讀音重新組合後為【小節浴】（こぶし あびる）。
橘地莉子（聲：和氣杏未）
姬的同學，一板一眼。
名字讀音重新排列去掉こ，組合為【木津千里】（きつ ちり）。
相賀夏帆（聲：大野柚布子）
姬的同學。
名字讀音重新排列去掉ほ，組合為【加賀愛】（かが あい）。
大熊小夜
姬的同學。
名字讀音重新排列，去掉よ加なみ，組合後為【大草麻菜實】（おおくさ まなみ）。
松稻十月
姬的同學。
名字讀音重新排列組合後為【常月纏】（つねつき まとい）。
春吉不二美
姬的同學。
名字讀音重新排列組合後為【藤吉晴美】（ふじよし はるみ）。
森霧子
姬的同學。
名字讀音重新排列組合後為【小森霧】（こもり きり）。
村木繪里香
姬的同學。
名字讀音重新排列，去掉リ加レ，組合後為【木村卡愛拉】（きむら カエレ）。
汐留奈留
姬的同學。
名字讀音重新排列組合後為【音無芽留】（おとなし める）。
拉迪娜（聲：加藤英美里）
可久士為了要使姬在家的期間兼顧漫畫工作，而臨時請來的印尼籍限時服務幫傭。
稱呼可久士和姬為「酷酷的日本人」和「姬大人」。深色皮膚、擁有一定的對於日本的基礎常識，會製作獨創的料理。

## 出版書籍
| 集數 | 講談社         | 講談社                 | 東立出版社    | 東立出版社             |
| 集數 | 發售日期       | ISBN                   | 發售日期      | ISBN                   |
| ---- | -------------- | ---------------------- | ------------- | ---------------------- |
| 1    | 2016年6月17日  | ISBN 978-4-06-377485-6 | 2017年4月5日  | ISBN 978-986-482-696-4 |
| 2    | 2016年10月17日 | ISBN 978-4-06-393029-0 | 2017年10月6日 | ISBN 978-986-482-697-1 |
| 3    | 2017年2月17日  | ISBN 978-4-06-393148-8 | 2018年3月1日  | ISBN 978-986-482-802-9 |
| 4    | 2017年6月16日  | ISBN 978-4-06-393209-6 | 2018年11月2日 | ISBN 978-986-486-516-1 |
| 5    | 2017年11月17日 | ISBN 978-4-06-510463-7 | 2019年2月14日 | ISBN 978-957-26-0179-2 |
| 6    | 2018年5月17日  | ISBN 978-4-06-511492-6 | 2020年9月23日 | ISBN 978-957-26-1277-4 |
| 7    | 2018年10月17日 | ISBN 978-4-06-513406-1 |               |                        |
| 8    | 2019年4月17日  | ISBN 978-4-06-515253-9 |               |                        |
| 9    | 2019年9月17日  | ISBN 978-4-06-515253-9 |               |                        |
| 10   | 2019年11月15日 | ISBN 978-4-06-517631-3 |               |                        |
| 11   | 2020年3月17日  | ISBN 978-4-06-518694-7 |               |                        |
| 12   | 2020年7月17日  | ISBN 978-4-06-519981-7 |               |                        |

## 電視動畫
於2020年4月起於日本BS日視電視台播出。

### 工作人員
- 導演：村野佑太[3][4]
- 劇本統籌：青岛崇[3][4]
- 人物設計：山本周平[3][4]
- 道具設計：[4]
- 作畫總導演：西岡夕樹、遠藤江美子和山本周平[4]
- 美術導演：本田光平[4]
- 美術設定：岩澤美翠[4]
- 色彩設計：[4]
- 攝影導演：佐藤哲平[4]
- 編輯：[4]
- 音樂：橋本由香利[3][4]
- 音樂製作：avex pictures（日语：エイベックス・ピクチャーズ）[4]
- 音響導演：納谷僚介[4]
- 動畫製作：亞細亞堂[3][4]
- 製作：隱瞞之事製作委員會[4]

### 主題曲
片頭曲
主唱：flumpool，作詞：山村隆太，作曲：阪井一生，編曲：飛内将大
片尾曲
主唱：大瀧詠一，作詞：松本隆，作曲：大瀧詠一，編曲：多羅尾伴内

### 各话列表
| 话数 | 日文标题 | 中文标题                                 | 剧本   | 分镜              | 演出               | 作画监督                                           | 总作画监督                    | 原作                     |
| ---- | -------- | ---------------------------------------- | ------ | ----------------- | ------------------ | -------------------------------------------------- | ----------------------------- | ------------------------ |
| 01   |          | 隱瞞之事祈願                             | 青島崇 | 村野佑太          | 松尾晋平           | 遠藤江美子                                         | 山本周平、西岡夕樹            | 第1回                    |
| 02   |          | 沙灘拖鞋和B4不要拿出、不要繪製、不要收尾 | 青島崇 | 佐佐木和宏        | 加藤顕             | 近藤優次、松本朋之                                 | 山本周平、西岡夕樹            | 第2、3、4回              |
| 03   |          | 精打細算馬戲團漫畫的實情與肌肉           | 青島崇 | まんきゅう        | 粟井重紀           | 小林一三                                           | 山本周平、西岡夕樹 遠藤江美子 | 第5、7回                 |
| 04   |          | 刊載之前・姓名分割寫生                   | 青島崇 | 宗廣智行          | 尾方祥             | 橋本明日美                                         | 山本周平、西岡夕樹 遠藤江美子 | 第8、11回                |
| 05   |          | 鐵缽咖啡廳住下來！                       | 青島崇 | 松尾晉平          | 加藤顕             | 近藤優次、松本朋之                                 | 山本周平、西岡夕樹 遠藤江美子 | 第9、10回                |
| 06   |          | 校園書包                                 | 青島崇 | 大地丙太郎        | 曾根利幸           | 玉利和枝、sata                                     | 山本周平、西岡夕樹 遠藤江美子 | 第12、13回               |
| 07   |          | 想要養狗母女之繼承者                     | 青島崇 | 松尾晉平          | 松尾晉平           | 青野祐果                                           | 山本周平                      | 第17、18回               |
| 08   |          | 我們的線稿遺憾紀念組                     | 青島崇 | 山岸大悟          | 加藤顕             | 近藤優次、松本朋之                                 | 山本周平、西岡夕樹 遠藤江美子 | 第19、20回               |
| 09   |          | 臘月是你的謊言                           | 青島崇 |                   | 粟井重紀、村野佑太 | 小林一三、青柳謙二 小笠原理恵                      | 山本周平、西岡夕樹 遠藤江美子 | 第22、23回               |
| 10   |          | I"s（伊豆）                              | 青島崇 | Royden B 松尾晋平 | 尾方祥             | 西出彩華 服部、櫻井                                | 山本周平、西岡夕樹 遠藤江美子 | 第27回                   |
| 11   |          | 最終話無動於衷的少女                     | 青島崇 | 大地丙太郎        | 松尾晋平           | 近藤優次、松本朋之                                 | 山本周平、西岡夕樹 遠藤江美子 | 第34回                   |
| 12   |          | 秘密                                     | 青島崇 | 村野佑太          | 村野佑太           | 玉利和枝、sataりすく 山本周平、西岡夕樹 遠藤江美子 | 山本周平、西岡夕樹 遠藤江美子 | 单行本卷尾附录、动画原创 |

### 藍光與DVD
| 卷數 | 發售日期      | 收錄話數      | 規格編號     | 規格編號     |
| 卷數 | 發售日期      | 收錄話數      | 藍光版       | DVD版        |
| ---- | ------------- | ------------- | ------------ | ------------ |
| 1    | 2020年6月26日 | 第1話－第4話  | EYXA-12939   | EYBA-12936   |
| 2    | 2020年7月24日 | 第5話－第8話  | EYXA-12940   | EYBA-12937   |
| 3    | 2020年8月28日 | 第9話－第12話 | EYXA-12941/B | EYBA-12938/B |

## 外部連結
- 月刊少年Magazine官方網站 － 隱瞞之事 （页面存档备份，存于）（日語）
- 電視動畫《隱瞞之事》官方網站 （页面存档备份，存于）（日語）
- 電視動畫《隱瞞之事》的X（前Twitter）